# Iron Maiden (Album)
Iron Maiden (englisch für „Eiserne Jungfrau“) ist das Debütalbum der britischen Heavy-Metal-Band Iron Maiden. Das Album wurde in Großbritannien am 11. April 1980 von der EMI veröffentlicht.

## Entstehung
Im Dezember 1979 wurden Iron Maiden von EMI unter Vertrag genommen. Vorangegangen war die äußerst erfolgreiche EP The Soundhouse Tapes, die die Band im Eigenvertrieb veröffentlichte. Kurz vor Beginn der Aufnahmen stießen Dennis Stratton und Clive Burr zur Band.
Das Album Iron Maiden ist das einzige Album der Band, bei dessen Produktion mit dem Produzenten Will Malone zusammengearbeitet wurde. Während der Aufnahmen verlor Malone jedoch das Interesse am laufenden Projekt, so dass die Band den Rest der Produktion selbst in die Hand nehmen musste. Die Band – insbesondere Steve Harris – kritisierten die Qualität der Produktion. Viele Fans jedoch mögen den rauen, fast schon an Punk erinnernden Sound. Iron Maiden ist ebenfalls das einzige Iron-Maiden-Album, auf dem Dennis Stratton zu hören ist; er verließ die Band kurz nach der Veröffentlichung wieder und wurde durch Adrian Smith ersetzt.
Mit Iron Maiden und Prowler befinden sich zwei Songs der EP The Soundhouse Tapes in neu eingespielten Versionen auf dem Album.
Auf diesem Album und der vorhergehenden Single Running Free ist zum ersten Mal das Bandmaskottchen Eddie zu sehen. Die zombieartige Figur befindet sich bis auf wenige Ausnahmen auf allen Veröffentlichungen von Iron Maiden und tritt auch regelmäßig bei Bühnenshows auf.

## Titelliste
1. Prowler (Steve Harris) – 3:52
2. Remember Tomorrow (Paul Di’Anno, Steve Harris) – 5:25
3. Running Free (Paul Di’Anno, Steve Harris) – 3:14
4. Phantom of the Opera (Steve Harris) – 7:05
5. Transylvania (Steve Harris) – 4:06 (Instrumental)
6. Strange World (Steve Harris) – 5:40
7. Sanctuary (Steve Harris, Paul Di’Anno, Dave Murray) – 3:15 (nur US-Pressung)
8. Charlotte the Harlot (Dave Murray) – 4:10
9. Iron Maiden (Steve Harris) – 3:31

## Songinformationen

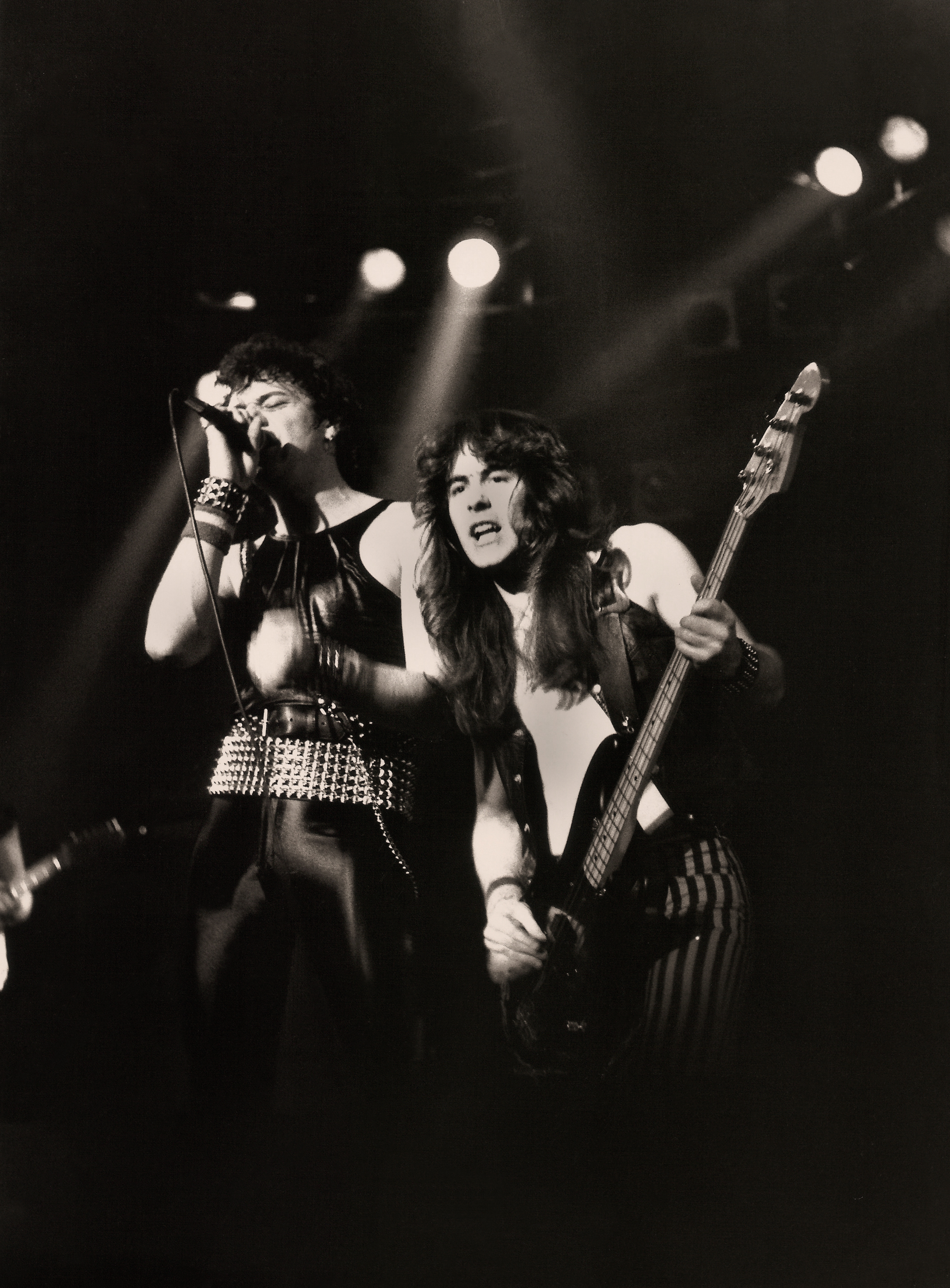
Paul Di’Anno und Steve Harris live in Manchester (1980)

- Prowler: Eine neu eingespielte Version mit Bruce Dickinson als Sänger findet sich auf der B-Seite der Single The Evil That Men Do.
- Sanctuary erschien außerdem zusammen mit Wrathchild vom Nachfolgealbum Killers auf der Compilation Metal for Muthas. Der Song war ursprünglich nur auf der amerikanischen Version enthalten; erst auf neueren Editionen seit 1998 ist er allgemein verfügbar.
- Phantom of the Opera basiert auf dem gleichnamigen Roman von Gaston Leroux.
- Transylvania ist eines der vier Instrumentalstücke, die Iron Maiden aufgenommen haben.
- Strange World war schon für die vorhergehende EP geplant, konnte aber auf Grund von finanziellen Problemen nicht mit auf diese genommen werden.
- Charlotte the Harlot ist der Beginn einer Serie von Songs über eine Prostituierte namens Charlotte. Auf dem The Number of the Beast-Album lässt sich der zweite Teil 22, Acacia Avenue finden. Der dritte Teil, Hooks in You wurde auf No Prayer for the Dying veröffentlicht und der bisher letzte Teil findet sich unter dem Titel From Here to Eternity auf Fear of the Dark.

## Singleauskopplungen
Running Free wurde am 23. Februar 1980 als erste Single veröffentlicht. Sie erreichte Platz 34 in den britischen Singlecharts. Als B-Seite enthielt die Single mit Burning Ambition den einzigen Studio-Outtake aus der Vorproduktion des Albums. Mit dieser Single trat die Band in der britischen TV-Sendung Top of the Pops auf und spielte das Lied live. Sie waren die erste Band seit The Who 1972, die nicht zum Playback aufgetreten sind.
Am 7. Juni 1980 wurde mit Sanctuary die zweite Single ausgekoppelt und erreichte Platz 29 der UK-Charts. Maidens Manager Rod Smallwood benannte seine Managementfirma nach diesem Lied.

## Wiederveröffentlichungen

### 1995
Alle Alben vor The X Factor wurden remastered und als Doppel-CD-Versionen wiederveröffentlicht. Die zweite CD beinhaltete den bis zum damaligen Zeitpunkt ausschließlich auf der US-Version des Albums, bzw. auf der Single befindlichen Song Sanctuary, sowie die Lieder der B-Seiten von Running Free und Sanctuary.
Titelliste CD 1
1. Prowler (Steve Harris) – 3:52
2. Remember Tomorrow (Paul Di’Anno, Steve Harris) – 5:25
3. Running Free (Paul Di’Anno, Steve Harris) – 3:14
4. Phantom of the Opera (Steve Harris) – 7:05
5. Transylvania (Steve Harris) – 4:06
6. Strange World (Steve Harris) – 5:40
7. Charlotte the Harlot (Dave Murray) – 4:10
8. Iron Maiden (Steve Harris) – 3:31

Titelliste CD 2
1. Sanctuary (Paul Di’Anno, Steve Harris, Dave Murray) – 3:15
2. Burning Ambition (Steve Harris) – 2:41 (B-Seite von „Running Free“)
3. Drifter (Live) (Steve Harris) – 6:03 (B-Seite von „Sanctuary“)
4. I’ve Got the Fire (Live) (Montrose) – 3:13 (B-Seite von „Sanctuary“)

### 1998
Das Album wurde zusammen mit allen anderen Alben vor The X Factor durch interaktive Inhalte ergänzt und wiederveröffentlicht. Neben einem leicht veränderten Coverartwork enthält die Wiederveröffentlichung das Lied Sanctuary, welches bisher nur auf der originalen 1980 erschienenen US-Version des Albums, auf der Single und auf der 1995 veröffentlichten Doppel-CD-Version erhältlich war. Während Sanctuary auf der originalen US-Version als siebtes Stück nach Strange World platziert wurde, befindet sich das Lied bei der Wiederveröffentlichung an zweiter Position.
Titelliste
1. Prowler (Steve Harris) – 3:52
2. Sanctuary (Paul Di’Anno, Steve Harris, Dave Murray) – 3:16
3. Remember Tomorrow (Paul Di’Anno, Steve Harris) – 5:25
4. Running Free (Paul Di’Anno, Steve Harris) – 3:14
5. Phantom of the Opera (Steve Harris) – 7:05
6. Transylvania (Steve Harris) – 4:06
7. Strange World (Steve Harris) – 5:40
8. Charlotte the Harlot (Dave Murray) – 4:10
9. Iron Maiden (Steve Harris) – 3:31

## Erfolge
Das Album erreichte Platz #4 der UK-Charts. In Kanada erreichte das Album Platin, in Deutschland 1996 Gold.